# Furdesanden
Furdesanden (norwegisch für Sandfurche) ist eine Moräne im ostantarktischen Königin-Maud-Land. In der Orvinfjella erstreckt sie sich in nord-südlicher Ausrichtung über eine Länge von 28 km entlang der Westseite des Conradgebirges.
Luftaufnahmen entstanden bei der Deutschen Antarktischen Expedition 1938/39 unter der Leitung von Alfred Ritscher. Norwegische Kartografen, die sie auch deskriptiv benannten, kartierten sie anhand von Luftaufnahmen und Vermessungen der Dritten Norwegischen Antarktisexpedition (1956–1960).